# Osmunda regalis
Osmunda regalis (Осмунда велична) — вид рослин з родини Osmundaceae. Вид із субатлантичним і середземноморським поширенням.

## Опис
Це листяна трав'яниста багаторічна рослина. Є родючі й безплідні вайї. Стерильні вайї 60–160 см у висоту і 30–40 см в ширину, перисті, з 7–9 парами яскравих зелених листочків до 30 см завдовжки. Родючі вайї прямостоячі і коротші 20–50 см заввишки, як правило, з 2–3 парами стерильних листочків біля основи і 7–14 парами родючих листочків. На відміну від багатьох інших папороті, спорангії (коричневого кольору) не перебувають на нижньому боці листків, а замість того відокремлені від листочків. Спороношення відбувається в червні й липні. Спори призначені для швидкого проростання і терпіти не можуть тривалий сухий період. Восени надземні частини рослини вмирають.

## Поширення
Батьківщина: Північна Африка: Алжир; Марокко; Туніс. Кавказ: Грузія; Росія - Дагестан, Передкавказзя, європейська частина. Західна Азія: Ізраїль; Йорданія; Ліван; Туреччина. Європа: Естонія; Латвія; Бельгія; Чехія; Німеччина; Угорщина; Нідерланди; Польща; Швейцарія; Данія; Ірландія; Норвегія; Швеція; Об'єднане Королівство; Албанія; Болгарія; Хорватія; Греція; Італія; Македонія; Франція; Португалія (включно Мадейра); Іспанія. Північна Америка: Мексика; Канада; Сполучені Штати. Південна Америка: Бразилія; Багамські острови; Бермудські острови; Куба; Hispaniola; Ямайка; Коста-Рика; Сальвадор; Гватемала; Гондурас; Нікарагуа; Венесуела; Аргентина; Парагвай; Уругвай; Болівія; Колумбія; Еквадор; Перу.
Наприкінці серпня 2023 року на території Ківерцівського національного природного парку «Цуманська пуща» вперше підтвердили цей вид рослини в Україні.
Вид від середньо-гігрофільного до вологолюбного. Росте в торфовищах, сфагнумних болотах, на берегах потоків і канав, на вологих породах, у вологих печерах, а також у вологих і заплавних лісах.

## Використання
Корінь, цього як і інших видів Osmunda використовують для виробництва волокна, який використовується для підтримки зростання культивованих орхідей та інших епіфітів. Коріння і гілки використовуються для лікування жовтяниці, ревматичних болів, ран і глистів. Коріння містить в'яжучі речовини, які використовують в медицині, проти рахіту. Використовується в садівництві, особливо сильно збирався для цієї мети в вікторіанську епоху в Сполученому Королівстві.

## Загрози та охорона
Вид скорочується в багатьох районах Європи в результаті руйнування місць існування через сільське господарство. У Хорватії, урбанізація й осушення боліт були зареєстровані як причини втрат місць існування. У Сполученому Королівстві не було ніякого істотного зниження ареалу з 1962 р. У Грузії чисельність виду зростає, так як антропогенний вплив (дренаж, меліорація, вогонь, пасовища) зменшилися на охоронних територіях, але вогонь залишається загрозою. У Норвегії вид був вперше виявлений в 1938 році й можливо чисельність збільшується. 
Osmunda regalis включений в наступні національні Червоні списки:
- Вид під критичною загрозою зникнення (CR): Білорусь, Болгарія, Хорватія, Угорщина, Іран і Люксембург.
- Уразливий (VU) в Німеччині та Швейцарії.
- Поруч із загрозою (NT) в Норвегії.

## Галерея

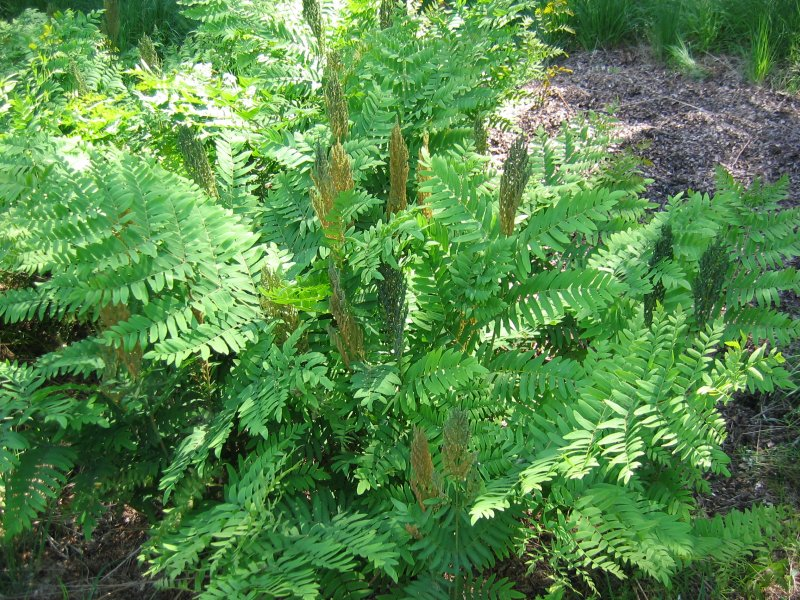
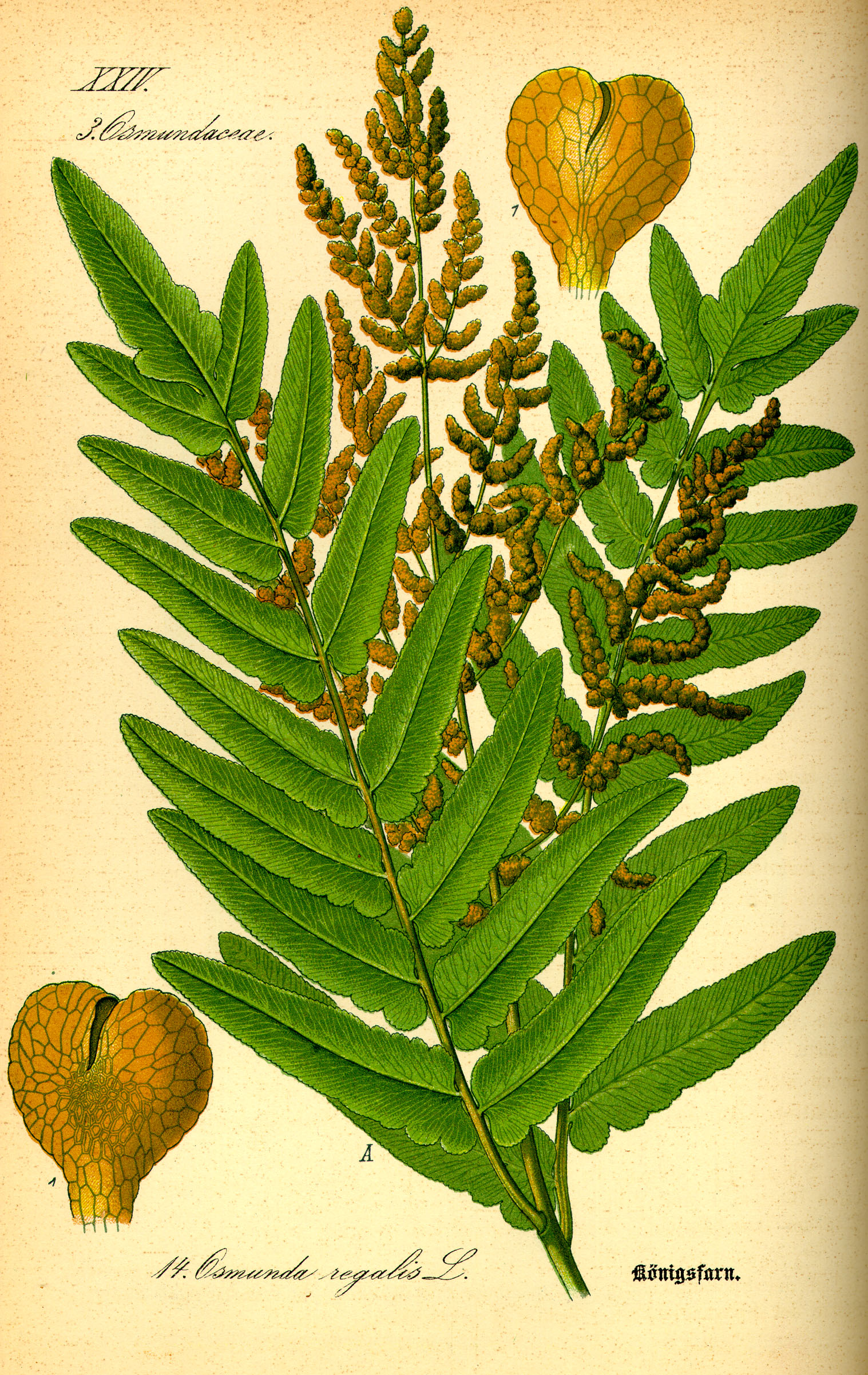
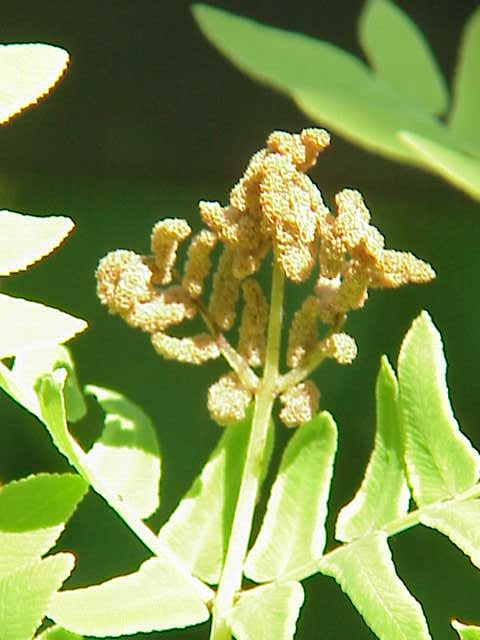